# غیلاسه
غیلاسه (به عربی: غيلاسة) یک شهرداری در الجزایر است که در استان برج بوعریریج واقع شده‌است.
 غیلاسه  ۱۰٬۹۵۹ نفر جمعیت دارد.